# Ronald Alexander
Ronald Alexander (* 15. August 1993 in Bitung, auch Ronald Ronald) ist ein indonesischer Badmintonspieler. 

## Karriere
Ronald Alexander gewann 2011 bei der Junioren-Badmintonasienmeisterschaft Bronze im Herrendoppel ebenso wie bei der Badminton-Juniorenweltmeisterschaft 2011. Bei letztgenanntem Turnier gewann er auch Silber im Mixed.
2012 startete er beim India Open Grand Prix Gold 2012, der Indonesia Super Series 2012 und dem Indonesia Open Grand Prix Gold 2012, 2013 beim Malaysia Grand Prix Gold 2013, den Thailand Open 2013, dem Indonesia Open Grand Prix Gold 2013 und den Chinese Taipei Open 2013. Bei den Iran Fajr International 2013 belegte er Rang zwei im Doppel.